# Lipowiec (województwo podkarpackie)
Lipowiec – osada w Polsce położona w województwie podkarpackim, w powiecie krośnieńskim, w gminie Jaśliska. 
Dawna ludna, łemkowska wieś, obecnie praktycznie prawie pusta dolina w Beskidzie Niskim. Obecnie ma zaledwie kilku stałych mieszkańców prowadzących gospodarstwa agroturystyczne: Gutkowa Koliba i Ostoja w Lipowcu. 
Wieś prawa wołoskiego w latach 1501–1550, położona w ziemi sanockiej województwa ruskiego. Na przełomie XVI i XVII wieku położona była w ziemi sanockiej województwa ruskiego. Wieś klucza jaśliskiego biskupów przemyskich.
W latach 1975–1998 miejscowość administracyjnie należała do województwa krośnieńskiego.
Szlaki piesze
- Przełęcz Beskid nad Czeremchą (581 m n.p.m.) – Czeremcha – Lipowiec – Jaśliska